# モバイルオペレーティングシステム
モバイルオペレーティングシステム（英: mobile operating system）とは、モバイル機器に搭載されるオペレーティングシステム（OS）の総称。モバイルOS（mobile OS）、携帯汎用オペレーティングシステム、モバイルプラットフォームとも言う

## 概要
スマートフォン、タブレット、携帯情報端末（PDA）などの携帯機器に搭載される汎用のOSの総称である。
2023年現在の販売台数ベースでその各タイプの割合を分析すると、スマートフォンが大部分を占めている。特に大きな市場シェアを獲得しているモバイルOSとしてはAndroidとiOSがある。他には、Firefox OSからフォークされインドの巨大市場で広まったKaiOSがある。
一時期は多種類のモバイルOSが生まれ多数のモバイルOSがこの世に存在していたが、競争の結果、2016年ころにはAndroidとiOSの合計だけで98 - 99%のシェアとなり、上述の3社以外のOSのシェアはほぼ消滅して市場から撤退せざるを得なくなり、2023年時点では、いわゆる寡占市場状態である。
Tizen、Symbian OSなどはすでに他のOSと統合されたり、モバイルOSとしてのシェアが消滅したりしている。
アプリケーションソフトウェア（アプリ）はアプリストア経由などで自由にインストールすることができる。
モバイルOSはデスクトップOSのようにグラフィカルユーザーインターフェイス（GUI）を備えており、また各種のシステム設定をある程度変更・カスタマイズできるユーティリティも組み込まれていることなどから、OSの存在を直接エンドユーザーに意識される機会が多い。だが分類上は"組み込みオペレーティングシステムの一種"とされることが多い。しかし、各モバイルOSのルーツについては、Symbian OSのように携帯機器向けに独自に開発されたもの、iOSのようにデスクトップOSから派生したもの、Androidのように組み込みLinuxから派生したものなどがあり、必ずしも組み込みOSから派生したものではない。

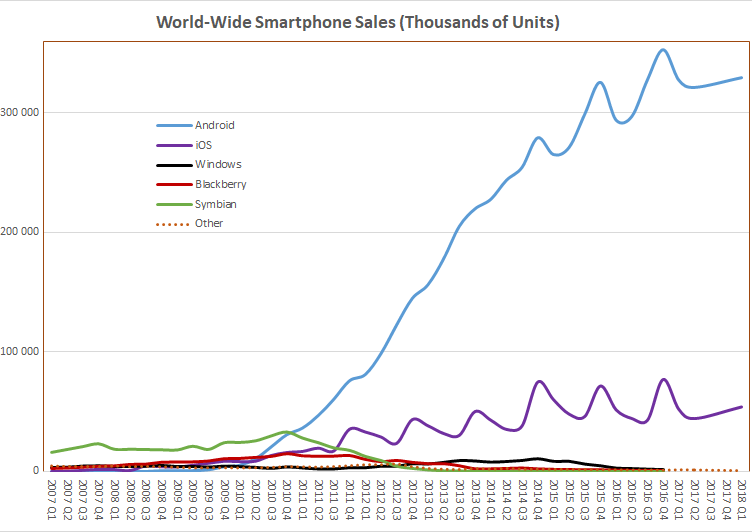
スマートフォンOS別販売台数推移

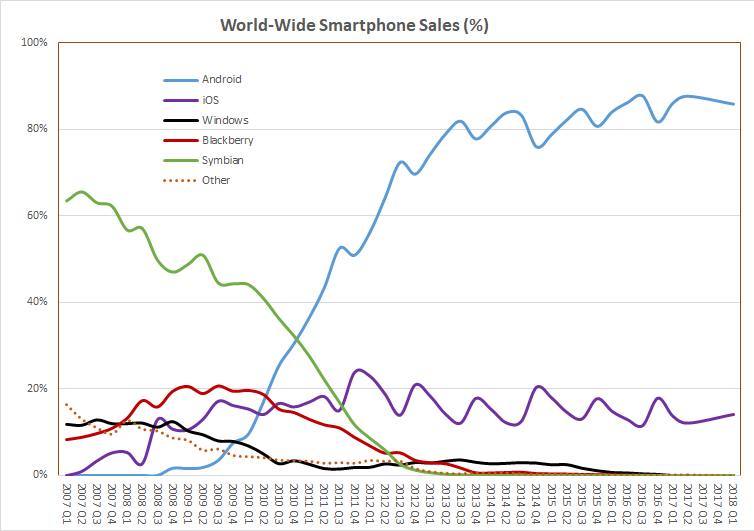
スマートフォンOS別販売シェア推移

## 現行の主なモバイルOS

### タブレット・スマートフォン・フィーチャーフォン向け
Android（Google）
GoogleによるモバイルOS。LinuxをベースにしたOS。スマートフォンのOSとして世界シェア第1位。さまざまなベンダー（メーカー）の「Androidスマートフォン」や「Androidタブレット」に搭載されている。
iOS（Apple）
AppleによるDarwinベースのモバイルOSであり、Mac OS Xから派生した。iPhone、iPad、iPod touchに搭載される。かつてはiPadシリーズにも搭載されていたが、iPadOSに分化した。
HarmonyOS（Huawei）
HuaweiによるモバイルOS。当初はAndroidのコードを使用していたが、その後発表されたHarmonyOS Nextよりそれらのコードを削除し、HarmonyOSのネイティブアプリのみをサポートするようになった。
iPadOS（Apple）
iOSから派生したモバイルOS。iPad、iPad Air、iPad mini、iPad Proに搭載される。タブレット向けに最適化されている。
KaiOS（KaiOS Technologies Inc.）
Firefox OSの後継であるB2G OSからフォークされた、フィーチャーフォン向けのOS。省メモリ性能に優れており、HTML5ベースのアプリを専用ストアからダウンロードできる。インドは2021年時点の人口が14億人と巨大で、世界のスマートフォン販売台数の1/5ほどを占めるほどの巨大市場であるわけだが、その巨大なインド市場におけるシェアは2018年でAndroidに続く2位（9%）であり、iOSよりも上である。
Ubuntu Touch
Ubuntuのモバイル版。Ubuntuの操作感をモバイル機器で実現するもの。ソースコードの管理は2015年にカノニカルからUBportsに移され、現在はUBportsが開発・保守を行っている。一部のAndroid端末にインストールすることも可能。

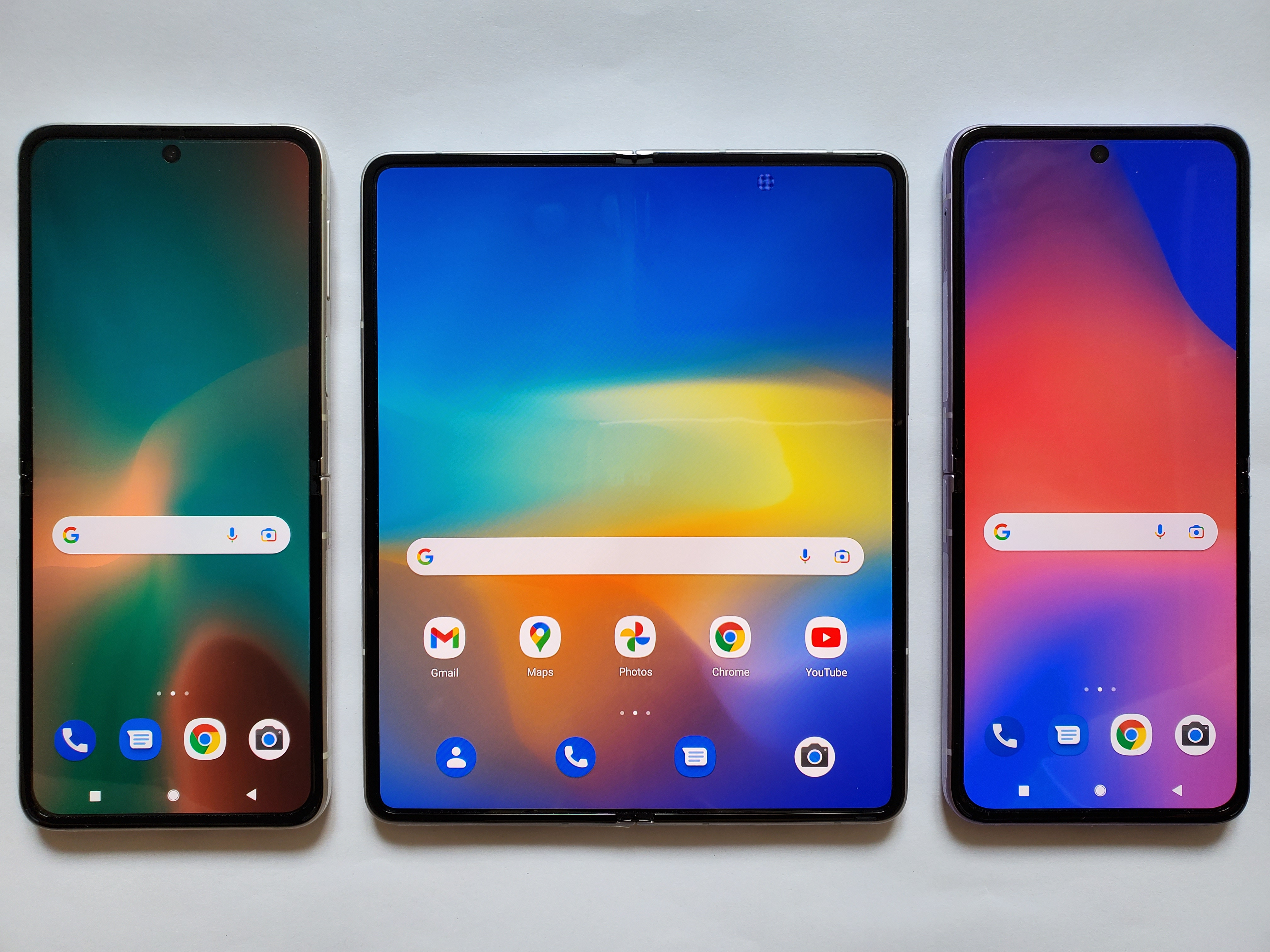
Google Androidの画面
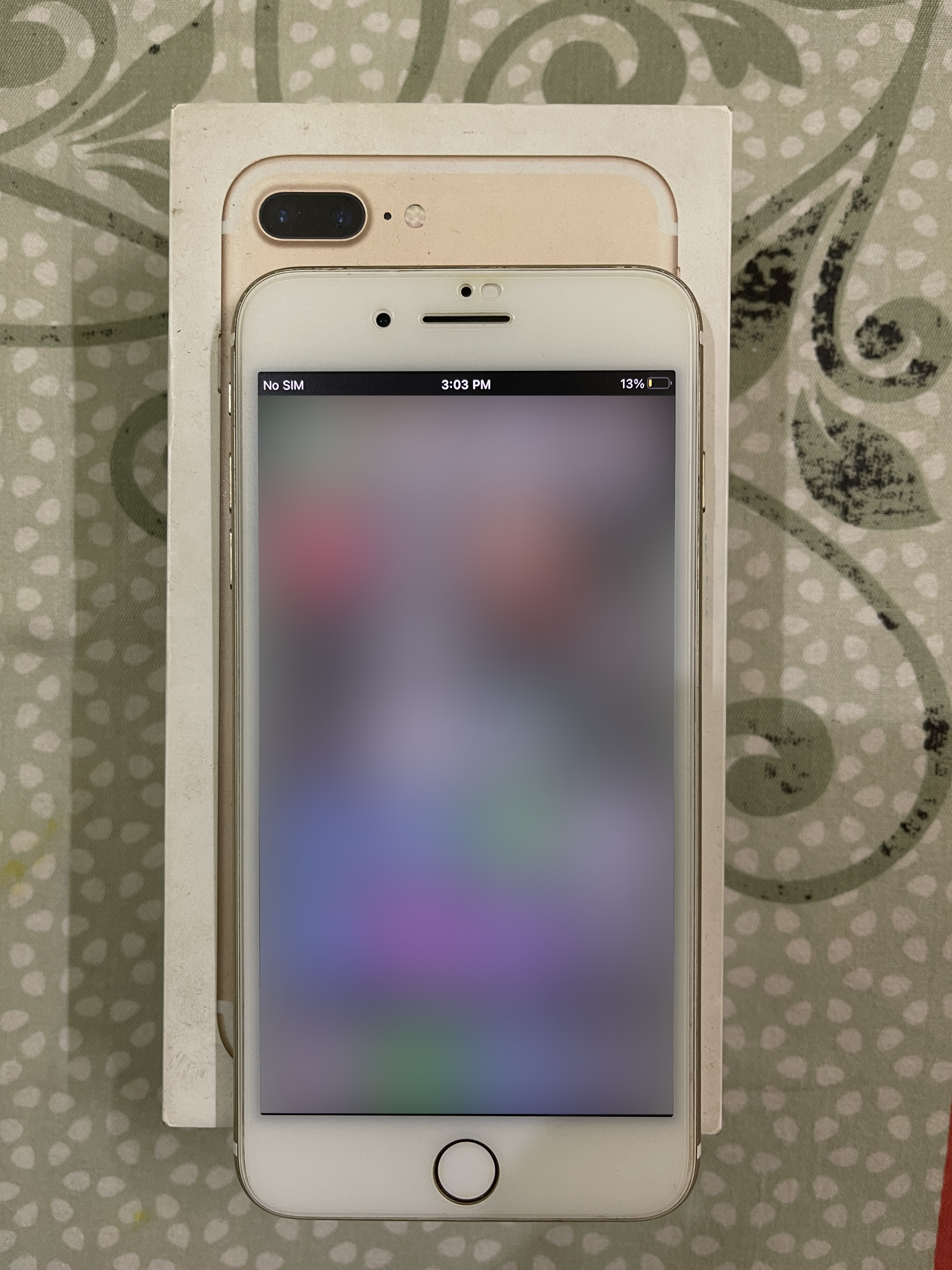
iOSの画面
KaiOS上のアプリでウィキペディアを閲覧した動画
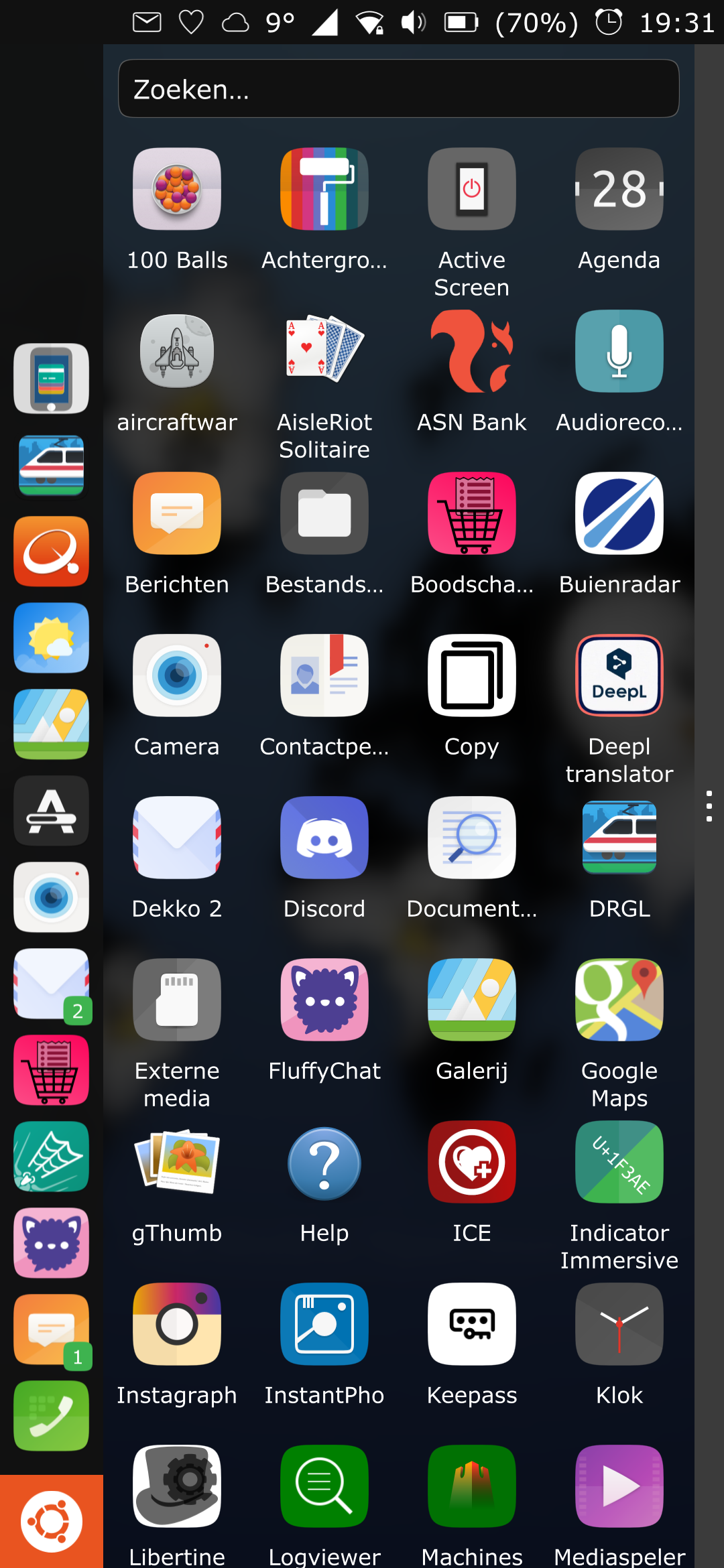
Ubuntu Touchのアプリ・ランチャー画面

### スマートウォッチ向け
Wear OS（Google）
GoogleのAndroidをベースとしたOS。Googleだけでなく、さまざまなメーカーやブランドのスマートウォッチに搭載されている。
「List of Wear OS devices」（Wear OSを搭した機器の一覧。英語版）も参照可。
watchOS（Apple）
AppleのiOSから派生。Apple Watchに搭載。

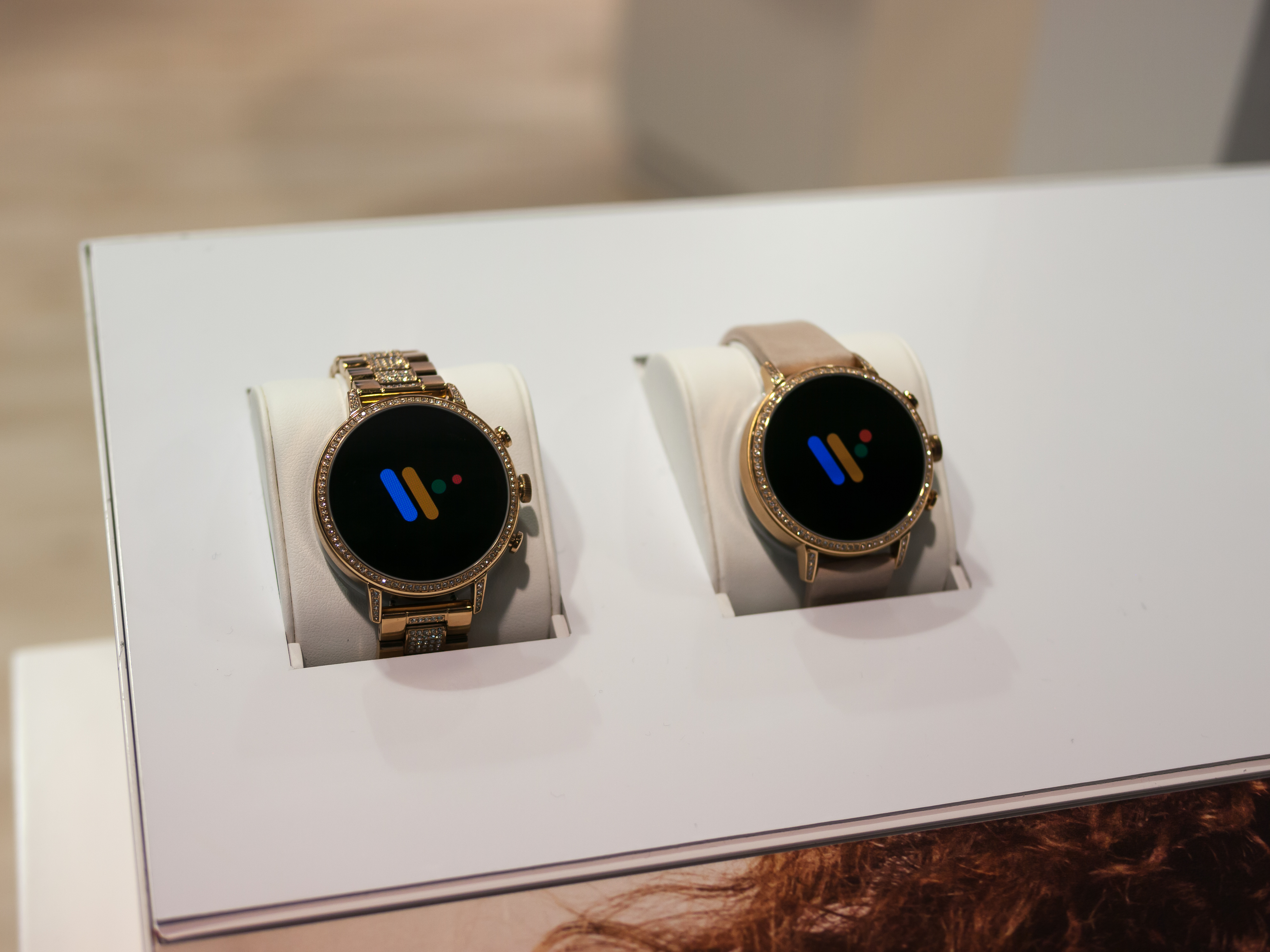
GoogleのWear OS
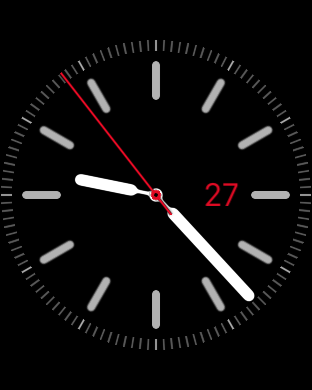
AppleのwatchOS。アナログ時計表示の際の文字盤。
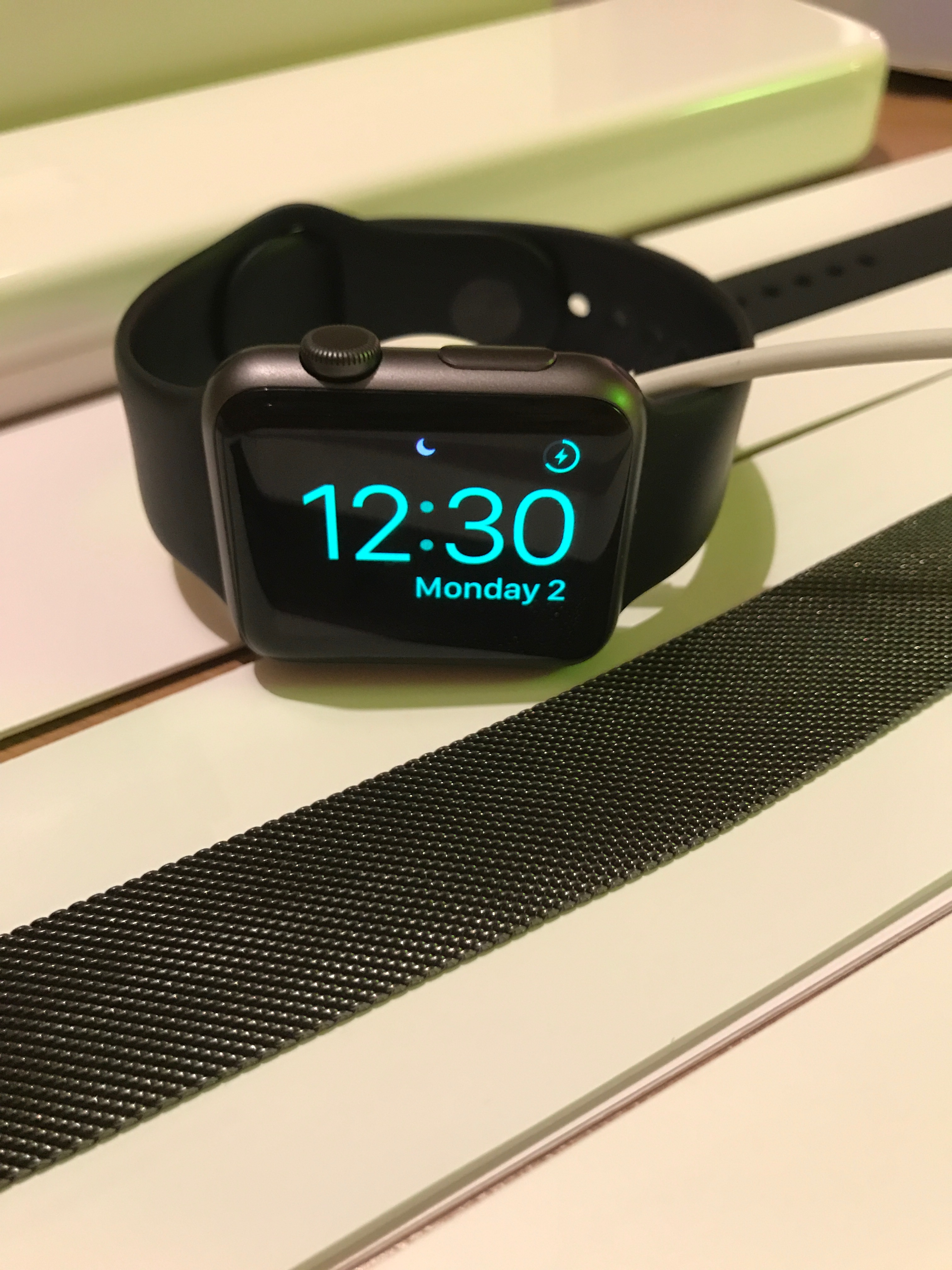
AppleのwatchOSのナイトモード

## その他
BREW（クアルコム）
同社が開発した携帯電話向けリアルタイムオペレーティングシステムのREX OSから拡張されたモバイルオペレーティングシステム。日本ではauブランドを展開するKDDI、および沖縄セルラー電話の2002年度以降に発売されたほとんどのau携帯電話（フィーチャーフォン）に搭載されていたが、AUのフィーチャーフォンは2022年3月31日をもってサービスを終了した。
Bada（サムスン電子）
スマートフォン向けOS。開発終了。
BlackBerry OS（ブラックベリー）
BlackBerryに搭載される独自のモバイルオペレーティングシステム。開発終了。
Firefox OS（Mozilla Foundation）
LinuxベースのオープンソースOS。アプリは、HTML5・CSS・JavaScriptなどで作成される。日本ではauブランドを展開するKDDI、および沖縄セルラー電話が2014年12月下旬以降より順次発売された韓国・LGエレクトロニクス製のFx0 LGL25に初めて搭載された。Firefox OS自体は開発終了したが、当OSをフォークしたものがKaiOS（上述）として使われ続けている。
Symbian OS（Symbian Foundation）
携帯電話やスマートフォンに特化した設計をもつオペレーティングシステム。元はノキアが開発した。従来型携帯電話にも多く採用された。初期のスマートフォンで普及したが、iOS・Androidが主流化し衰退。
Tizen（Linux Foundation、Tizen Project等）
LinuxベースのオープンソースOS。様々な企業が開発に参加している。2013年に搭載端末が発売予定であったが、見送られ、2021年12月31日にはアプリもダウンロードできなくなり完全閉鎖。
HP webOS（Palm→ヒューレット・パッカード→LGエレクトロニクス）
Palmが携帯情報端末向けに開発したが、Palmを買収したHPが事業継続を断念しオープンソース化した。LGがスマートテレビ向けのプラットフォームとして買収。
Windows Mobile（マイクロソフト）
Windows CEをベースにしたオペレーティングシステム。開発終了。
Windows Phone（マイクロソフト）
Windows Mobileの後継製品。スマートフォン向けに新たに開発された。Windows Phone 8より、Windows NTベースとなった。開発終了。
Windows 10 Mobile（マイクロソフト）
Windows Phoneの後継製品。デスクトップ版Windows 10とプラットフォームを完全に統一した。開発終了。
Windows RT/RT 8.1（マイクロソフト）
Windows 8、およびWindows 8.1のARMアーキテクチャ版であり、タブレット向けのOS。開発終了。

## アプリ開発
アプリケーションソフトウェア（アプリ）開発者向けには、統合開発環境などのプログラミングツール、各種ライブラリ、GUIフレームワークなどが用意されている。